# Donne in giardino
Donne in giardino (Femmes au jardin) è un dipinto del pittore francese Claude Monet, realizzato nel 1867 e conservato al Musée d'Orsay, Parigi.

## Descrizione

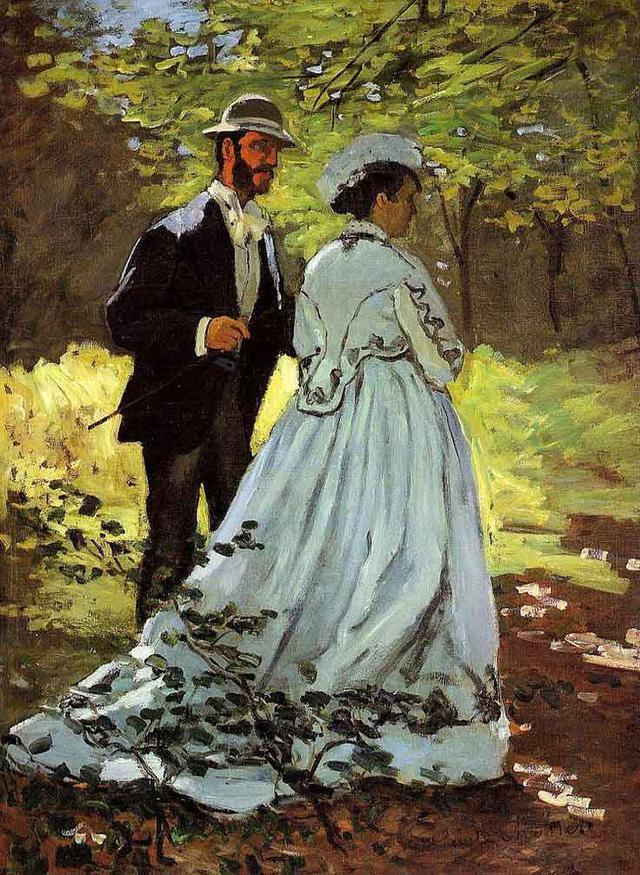
Claude Monet, Les promeneurs (1865); olio su tela, 93.5×69.5 cm, National Gallery of Art, Washington D.C.

L'opera, iniziata a Ville d'Avray e terminata a Honfleur, risale ad un periodo in cui Monet voleva indagare con maggiore spinta l'efficacia della sua tecnica en plein air, assolutamente innovativa nell'orizzonte artistico a lui contemporaneo. L'atteggiamento di Monet è, anche in questo caso, completamente innovatore. Egli, infatti, ricorre a dimensioni in genere riservate alla pittura storica, di genere «nobile», per raffigurare un soggetto banale, privo di qualsiasi carattere mitico e divino, come quello delle quattro fanciulle che, incorniciate dalla natura rigogliosa di un giardino che dispensa generosamente fiori dai colori variopinti, trascorrono amabilmente il loro tempo.
Il naturalismo che animerà le future opere monetiane è qui assente, tanto che Monet modellò tutte le figure femminili presenti a sinistra sulle fattezze della compagna, Camille Doncieux. Ciò, tuttavia, non deprime il pregio del dipinto, il quale - come si è già accennato - incuba già il germe dell'Impressionismo: si osservi, in tal senso, la rinuncia agli strumenti classici della prospettiva e del chiaroscuro, o la presenza di campiture di colori stesi uniformemente. Il dipinto, poi, è stato realizzato in maniera scrupolosamente en plein air: fu una scelta che comportò grandi difficoltà al pittore, il quale - per mantenere basso il punto di vista e, al contempo, preservare il grande formato della tela - si ritrovò costretto a scavare una buca nel terreno per sistemarvi la tela, con l'aiuto di una puleggia. Rimarchevole, poi, l'ariosità dell'impianto compositivo, dove i ciuffi d'erba, delineati da pennellate oblique, sembrano quasi essere accarezzati dal vento. Il motivo, infatti, è interpretato con una vivacità di tocco e una brillantezza cromatica fino ad allora sconosciute nella storia dell'arte occidentale. Così Alexandre-Louis Dubourg descrive la gestazione del dipinto:
(Alexandre Louis Dubourg)
La tela, terminata in atelier, fu proposta al Salon del 1867, dove tuttavia suscitò il ribrezzo dei giudici, sconcertati dall'apparente spregiudicatezza delle pennellate: «Troppi giovani sono intenzionati a proseguire in questa riprovevole direzione. È ormai giunto il tempo di difendere e salvaguardare l'arte!» tuonò uno di loro. Solo Émile Zola, giornalista che prendeva le difese dell'Impressionismo, sembrò apprezzare le Donne in giardino e ne fornì persino una suggestiva descrizione:
(Émile Zola)
Monet, che vedendosi rifiutare il suo lavoro lo inviò con successo al Salon des Refusés, fu colto tuttavia da un profondo disappunto, alleviato solo in parte dall'amico Bazille che, anche per sostenere economicamente l'amico, comprò le Donne in giardino per la bella cifra di 2500 franchi. Rimasta tra i Bazille fino al 1876, in quell'anno l'opera passò a Manet e, infine, a Monet, che la trattenne fino al 1921, quando pervenne all'arsenale artistico del musée du Luxembourg. Le Donne in giardino, conservata a partire dal 1986 nel museo d'Orsay, è oggi uno dei maggiori vanti e attrazioni della collezione parigina.